# Данијел Шмит
Данијел Шмит (јап. シュミット・ダニエル; 3. фебруар 1992) јапански је фудбалер.

## Каријера
Током каријере играо је за Вегалта Сендај, Roasso Kumamoto и Мацумото Јамага.

## Репрезентација
За репрезентацију Јапана дебитовао је 2018. године.

## Статистика
| Јапан  | Јапан | Јапан |
| Год.   | Ута.  | Гол.  |
| ------ | ----- | ----- |
| 2018   | 1     | 0     |
| Укупно | 1     | 0     |